# IC 1080
IC 1080 — галактика типу E-S0 (еліптична спіральна галактика) у сузір'ї Терези.
Цей об'єкт міститься в оригінальній редакції індексного каталогу.